# Gottfried van Swieten
Barone Gottfried van Swieten (Leida, 29 ottobre 1733 – Vienna, 29 marzo 1803) è stato un nobile, librettista e mecenate olandese, che serviva il Sacro Romano Impero lavorando dal 1755 nel servizio diplomatico. Nel 1777 divenne prefetto della biblioteca di corte imperiale di Vienna.

## Biografia
Figlio di Gerard van Swieten, medico personale dell'imperatrice Maria Teresa d'Austria, oggi è ricordato soprattutto per la sua amicizia, partenariato e sponsorizzazione nei confronti di vari grandi compositori della musica classica, tra i quali Franz Joseph Haydn, Wolfgang Amadeus Mozart, e Ludwig van Beethoven. Fu grande ammiratore di Georg Friedrich Händel e Johann Sebastian Bach e possedeva nella sua biblioteca una vasta raccolta delle partiture dei due maestri.
Fu appunto nella sua biblioteca che Mozart scoprì le opere di Bach. Van Swieten scrisse fra l'altro il libretto per l'oratorio La Creazione di Joseph Haydn, ispirandosi al libro biblico della Genesi, al Libro dei Salmi e al poema Paradiso perduto di John Milton, e il libretto per l'oratorio Le stagioni sempre di Joseph Haydn, ispirandosi al poema The Seasons di James Thomson. Beethoven gli dedicò nel 1801 la Prima Sinfonia Op. 21. Fu amico sia di Otto Heinrich von Gemmingen-Hornberg che di Leopold Alois Hoffmann.

## Riferimenti nella cultura di massa
Il barone van Swieten compare come personaggio secondario nel film Amadeus del 1984, diretto da Miloš Forman. Nella pellicola è interpretato dall'attore Jonathan Moore ed il suo personaggio viene presentato come favorevole all'ascesa di Mozart all'interno della corte imperiale viennese, in contrapposizione agli altri membri del consiglio imperiale.